# Alexander Koch
Alexander Koch   (Bonn, 22 de febrer de 1969) és un tirador d'esgrima alemany, ja retirat, especialista en floret, guanyador d'una medalla olímpica.
El 1992 va prendre part en els Jocs Olímpics d'Estiu de Barcelona, on va guanyar la medalla d'or en la prova del floret per equips del programa d'esgrima. Quatre anys més tard, als Jocs d'Atlanta, va disputar dues proves del programa d'esgrima. En la prova del floret per equips fou sisè, mentre en la del floret individual fou vint-i-dosè.
En el seu palmarès també destaquen cinc medalles en el Campionat del món d'esgrima, dues el 1989, sota bandera de la República Federal Alemanya, i tres el 1993 i 1994, sota bandera de l'Alemanya reunificada.